# 斯羅克莫頓縣 (德克薩斯州)
斯羅克莫頓縣（英語：Throckmorton County）位美國德克薩斯州中北部的一個縣。面積2,371平方公里。根据美國2000年人口普查，共有人口1,850人。縣治斯羅克莫頓（Throckmorton）。
成立於1858年1月13日，縣政府成立於1879年3月18日。縣名紀念州長、聯邦參議員詹姆斯·韋伯·斯羅克莫頓的父親威廉·愛德華·斯羅克莫頓。